# Jason Derulo
Jason Derulo, né Jason Joel Desrouleaux le 21 septembre 1989 à Miami, est un auteur-compositeur-interprète, danseur-chorégraphe, acteur et producteur exécutif américain. Après avoir produit et écrit des chansons pour divers artistes du label Cash Money Records, Jason a signé avec le label Beluga Heights Records puis avec le label Warner Music Group. Il sort son premier single Whatcha Say en mai 2009 ; ce single est téléchargé plus de cinq millions de fois et se voit certifié double platine par RIAA. Il est également placé numéro 1 des palmarès aux États-Unis et en Nouvelle-Zélande. En décembre 2009, Jason sort un deuxième single In My Head. En 2010 est publié son premier album studio intitulé Jason Derülo, puis un second, Future History, sort en septembre de l'année suivante.

## Biographie

### Enfance
Jason Derulo est né à Miami de parents haïtiens. Il a un frère et une sœur aînée. Jason chante depuis l'âge de cinq ans. À l'âge de huit ans, il écrit sa première chanson, Crush On You et chante une partie de la chanson lors d'une interview avec The Galaxy Network. Jason passe sa jeunesse à étudier l'opéra, le théâtre et la danse hip hop. Il est allé au lycée Dillard Center for the Arts à Fort Lauderdale en Floride, puis est diplômé de l'université American Musical And Dramatic Academy de New York.
À l'âge de douze ans, Jason rencontre son futur manager, Frank Harris, un étudiant en droit qui l'aidait à améliorer ses compétences de basket-ball.

### Carrière

#### 2007-2009: ses débuts
Jason débute dès l'âge de 16 ans en écrivant des chansons pour des artistes tels que Sean J. Combs, Danity Kane, Donnie Klang, Sean Kingston, Lil Wayne et Cassie avec l'intention de devenir un artiste solo. Après être allé dans une école d'arts et perfectionner ses talents de chanteur et de danseur (en plus de la comédie et du théâtre), Jason remporte le prix de la saison finale de l'émission de télé Showtime at the Apollo de 2006. Jason est découvert par le producteur de musique Jonathan "JR" Rotem qui le fait signer avec les deux labels Beluga Heights Records et Warner Bros.. En 2006, Jason chante en featuring avec Birdman sur la chanson Bossy qui apparait sur l'album 5 * Stunna.

#### 2009-2012:Jason DeruloetFuture History
Le 4 août 2009, il sort son premier single Whatcha Say qui est produit par Jonathan "JR" Rotem. Le single se place 54e au Billboard Hot 100 puis est placé numéro 1 des palmarès en novembre 2009. Après le grand succès de ce premier single, Jason prépare un premier album. Le 8 décembre 2009, Jason sort son deuxième single In My Head qui se place 63e au Billboard Hot 100 et qui est placé numéro 5 des palmarès.
Le 2 mars 2010, Jason sort son premier album intitulé Jason Derülo. Afin de promouvoir son premier album, il part en tournée avec Lady Gaga pour sa tournée The Monster Ball Tour. Il sort un troisième single Ridin' Solo le 26 avril 2010 qui est placé 9e au Billboard Hot 100. Il collabore ensuite avec la chanteuse anglaise Pixie Lott sur une chanson intitulée Coming Home.
Le 27 septembre 2011, il sort son deuxième album intitulé Future History. Jason détaille l'enregistrement de ce deuxième album par l'intermédiaire d'une websérie qui est affichée sur son site officiel tous les vendredis. Le premier single intitulé Don't Wanna Go Home sort le 20 mai 2011 est placé numéro 1 dans les palmarès du Royaume-Uni et numéro 5 dans un palmarès de l'Australie.
En 2011, il enregistre un duo avec Demi Lovato intitulé Together pour l'album de cette dernière Unbroken.
Le 6 janvier 2012, à la suite d'une mauvaise chute lors d'une répétition, Jason Derulo se fracture la nuque et est donc forcé d'annuler toutes les dates de sa tournée mondiale Future History Tour qui devait débuter en février 2012.
Le 28 mars 2012, Jason Derulo apparait dans American Idol pour annoncer qu'il allait permettre aux fans de l'aider à terminer une chanson intitulé Undefeated en partenariat avec American Idol et Coca-Cola[source secondaire souhaitée]. Les fans ont l'occasion de soumettre leurs propres paroles afin de compléter la chanson, puis de voter pour quelles paroles ils aiment le plus. Le 5 mai 2012, Jason annonce que sa première prestation en live à la télévision serait lors de la finale de la onzième saison de American Idol le 25 mai 2012.

#### 2013-présent
Le 16 avril 2013, Jason Derulo sort son single The Other Side. La chanson s'est classée à la 20e place au Billboard Hot 100. Jason Derulo annonce sur Twitter que son troisième album s’appellera Tattoos. L'album sort le 24 septembre 2013.
Le second single de l'album Talk Dirty en featuring avec 2 Chainz sort entre août et septembre suivant les pays.
Le 22 juillet 2013, il est annoncé que Jason Derulo serait en duo avec sa compagne de l'époque, Jordin Sparks sur une chanson intitulé Before It Breaks du troisième album de Jordin Sparks intitulé Magic. Le single est prêt à être publié le 1er août 2013.
Le troisième single de l'album s'intitulant Marry me sort le 26 août 2013 et le quatrième single Trumpets sort le 7 novembre 2013 ; puis au mois d'avril ressort ce single en duo avec Maude (Ange anonyme des Anges de la Télé Réalité 5). Son album Everything is 4 est commercialisé en 2015 ; le premier single est un succès dans les palmarès, les autres passent inaperçu[source secondaire souhaitée]. Il collabore avec le groupe Pentatonix sur un titre, If I Ever Fall in Love, sorti en octobre 2015 avec l'album du même nom.
En 2016 il dévoile le titre Naked pour relancer la promotion de l'album qui est un échec commercial[source secondaire souhaitée]. Mais Naked est aussi passé inaperçu alors il relance un nouveau titre, If It Ain't Love.
Le 29 juillet 2016, Jason Derulo sort sa première compilation baptisée : Platinum Hits réunissant ses plus gros succès et porté par un single inédit : Kiss The Sky.
En 2017, Jason Derulo sort Swalla en compagnie de Nicki Minaj & Ty Dolla $ign. Le single est un succès planétaire avec plus de 2 milliards de streaming sur YouTube et Spotify[source secondaire souhaitée].
En 2018 , Jason Derulo sort Goodbye (en) en collaboration avec David Guetta, Nicki Minaj et Willy William qui apparaîtra sur l'album de David Guetta sorti la même année.
En 2023 il est l'un des quatre coachs lors de la saison 12 de la version australienne de The Voice.

### Vie privée
En septembre 2011, Jason Derulo commence à fréquenter l'actrice et chanteuse Jordin Sparks,. Fin septembre 2014, ils se séparent, au bout de trois ans de vie commune ; Jason Derulo révèle, lors d'une interview le 29 septembre 2014, que Jordin Sparks voulait l'épouser et qu'elle lui mettait la pression. Le chanteur tient à souligner qu'ils ne se sont pas quittés en bons termes,.
Fin novembre 2015, Jason est en couple avec le mannequin et ex-compagne du rappeur 50 Cent, Daphne Joy. Ils se séparent au bout de sept mois de vie de couple,. En 2020 il se met en couple avec Jena Frumes. Le 8 mai 2021, ils accueillent leur premier enfant Jason King Derulo. Depuis septembre 2021, il est séparé de la mère de son fils.

## Discographie
- 2010 : Jason Derülo
- 2011 : Future History
- 2013 : Tattoos
- 2015 : Everything is 4
- 2016 : Platinum Hits
- 2019 : 2Sides : Side 1
- 2024 : Nu King

## Filmographie
- 2011 : Georgia dans tous ses états - saison 1 - épisode 10 : Lui-même
- 2016 : Empire - saison 2 - épisode 10 : Lui-même
- 2016 : L'Arme fatale - saison 1 - épisode 2 : Ronald Dawson
- 2019 : Cats de Tom Hooper : Rum Tum Tugger
- 2020 : SuperMarioLogan : Chef Pee Pee Goes to Hollywood : Lui-même

## Distinctions
| Année | Cérémonie                    | Award                                     | Pour                                         | Résultat   |
| ----- | ---------------------------- | ----------------------------------------- | -------------------------------------------- | ---------- |
| 2010  | Teen Choice Awards           | Choice Breakout Male Artist               | Lui-même                                     | Nomination |
| 2010  | Teen Choice Awards           | Choice R&B Track                          | In My Head                                   | Nomination |
| 2010  | Teen Choice Awards           | Choice R&B Album                          | Jason Derülo                                 | Lauréat    |
| 2010  | MTV Video Music Awards       | Best Male Video                           | In My Head                                   | Nomination |
| 2010  | MTV Video Music Awards       | Best New Artist                           | In My Head                                   | Nomination |
| 2010  | MTV Europe Music Awards      | Best New Act                              | Lui-même                                     | Nomination |
| 2010  | MTV Europe Music Awards      | Best Push Act                             | Lui-même                                     | Nomination |
| 2010  | ARIA Music Awards            | Most Popular International Artist         | Lui-même                                     | Nomination |
| 2011  | NAACP Image Award            | Outstanding New Artist                    | Lui-même                                     | Nomination |
| 2011  | BMI Pop Music Awards         | Songwriter of the Year                    | In My Head, Ridin' Solo, Whatcha Say, Replay | Lauréat    |
| 2011  | BMI Pop Music Awards         | 50 Most Performed Songs of the Year       | Replay                                       | Lauréat    |
| 2011  | Teen Choice Awards           | Choice Male Artist                        | Lui-même                                     | Nomination |
| 2011  | Teen Choice Awards           | Choice R&B/Hip-Hop Track                  | Don't Wanna Go Home                          | Nomination |
| 2011  | Teen Choice Awards           | Choice Summer: Music Star Male            | Lui-même                                     | Nomination |
| 2011  | MOBO Awards,                 | Best International Act                    | Lui-même                                     | Nomination |
| 2012  | MTV Video Music Awards Japan | Best R&B Video                            | It Girl                                      | Nomination |
| 2012  | MTV Europe Music Awards      | Best World Stage Permorm                  | Lui-même                                     | Nomination |
| 2013  | MOBO Awards                  | Best International Artist                 | Lui-même                                     | Nomination |
| 2014  | NRJ Music Awards             | Artiste Masculin International de l'année | Lui-même                                     | Nomination |
| 2015  | NRJ Music Awards             | Artiste Masculin International de l'année | Lui-même                                     | Nomination |
| 2020  | NRJ Music Awards             | Artiste masculin international de l'année | Lui-même                                     | Nomination |
|       |                              | Collaboration internationale de l'année   | Lui-même et Jawsh 685 (Savage Love)          | Nomination |